# Trioza citroimpura
Trioza citroimpura är en insektsart som beskrevs av Yang och Li 1984. Trioza citroimpura ingår i släktet Trioza och familjen spetsbladloppor. Inga underarter finns listade i Catalogue of Life.